# قلعه تک آغاج
قلعهٔ تک آغاج یا مریدلر یا دربند در منطقهٔ عباس‌آباد آستارا و از بقایای قلاع ساخته‌شده به دوران سلاجقه می‌رسد که تیمور لنگ در آنجا اتراق کرده و به سنجر آباد قشون برده است. در سال ۱۳۲۶ه. ش الی ۱۳۲۹ ه. ش مرکز نور افکن مرزبانی آستارا بوده‌است.